# 辰巳和弘
辰巳 和弘（たつみ かずひろ、1946年1月3日 - ）は、日本の考古学者・歴史学者。元同志社大学歴史資料館教授。

## 来歴
大阪市生まれ。1969年同志社大学文学部文化学科卒、1971年同大学院修士課程修了。静岡県立焼津中央高等学校教諭、静岡県教育委員会文化課指導主事を経る。1981年同志社大学校地学術調査委員会調査主任を経て、同志社大学歴史資料館学芸員、同資料館教授となる。2011年定年退職。

## 著書
- 『引佐町の古墳文化 2 北岡大塚古墳(前方後方墳)測量調査報告書』引佐町教育委員会 1981引佐町町史編纂室報告
- 『日本の古代遺跡 1 静岡』保育社 1982
- 『高殿の古代学 豪族の居館と王権祭儀』白水社 1990
- 『埴輪と絵画の古代学』白水社 1992
- 『地域王権の古代学』白水社 1994
- 『「黄泉の国」の考古学』講談社現代新書 1996
- 『風土記の考古学 古代人の自然観』白水社 1999
- 『古墳の思想 象徴のアルケオロジー』白水社 2002
- 『新古代学の視点 「かたち」から考える日本の「こころ」』小学館 2006
- 『聖なる水の祀りと古代王権 天白磐座遺跡』新泉社 シリーズ「遺跡を学ぶ」 2006
- 『聖樹と古代大和の王宮』中央公論新社 2009
- 『他界へ翔る船 「黄泉の国」の考古学』新泉社 2011

### 共編著
- 『引佐町の古墳文化 3 馬場平古墳発掘調査報告書』編 引佐町教育委員会 1983
- 『引佐町の古墳文化 5 天白磐座遺跡』編 引佐町教育委員会 1992
- 『引佐町の遺跡 6』編 引佐町教育委員会 1994
- 『三輪山と日本古代史』石野博信,上野誠,岡本健一,菅野雅雄,塚口義信,森浩一共著 学生社 2008
- 『邪馬台国時代の東海と近畿』奈良県香芝市二上山博物館編 石野博信,赤塚次郎,寺澤薫,松宮昌樹,和氣清章共著 学生社 2012